# Times Like These
«Times Like These» es el segundo sencillo extraído del álbum One by One de los Foo Fighters, editado el día de reyes de 2003. La canción se caracteriza por poseer la irregular métrica de 7/4, además de tener referencias a Hüsker Dü es uno de sus versos (I'm a new day rising). Al enterarse Dave Grohl de que George W. Bush había utilizado esta canción para su campaña electoral de 2004, el grupo se involucró políticamente en favor de la campaña de su rival, John Kerry. Esta canción es parte de la banda sonora de la película American Pie 3.

## Lista de canciones
CD1:
1. «Times Like These»
2. «Life of Illusion» (versión de Joe Walsh)
3. «Planet Claire» (Directo, invitado: Fred Schneider de The B-52's)
4. Enhanced Section ("Nice Hat")
5. Enhanced Section ("Black Slapper")

CD2:
1. «Times Like These»
2. «Normal»
3. «Learn to Fly» (Directo)
4. Enhanced Section ("Grunge japonés")

EP Japonés
1. «Times Like These»
2. «Life of Illusion»
3. «The One»
4. «Normal»
5. «Planet Claire» (Director, invitado: Fred Schneider de The B-52's)
6. «Learn to Fly» (Directo)

## Videos musicales
Las tres versiones están disponibles en el DVD "Low/Times Like These"(2003):
Versión 1
Director: Liam Lynch. La banda se muestra interpretando la canción con fondos cambiantes, que consisten mayormente en caleidoscopios coloridos y brillantes de formas similares a los que se hallan en las visualizaciones de reproductores musicales, dando al video un tinte psicodélico, esperanzador y entretenido. Al final, los fondos "fallan" hasta dejar de funcionar revelando que la banda está tocando frente a una pantalla verde de estudio. Esta versión es referida usualmente como la versión "Británica" y recibió poca puesta en el aire en los Estados Unidos dado que la banda optó por filmar otro video posteriormente.
Versión 2
Director: Marc Klasfeld. El video fue grabado en el río Mojave, en la ciudad de Victorville, California y muestra la banda interpretando la canción, debajo y frente al puente. Una niña que cruza el puente se detiene y asoma, luego arroja su Game Boy Advance hacia el grupo. Gradualemente, más y más gente se acerca al puente y comienza a arrojar objetos (incluyendo electrodomésticos, instrumentos y muebles) detrás y alrededor de los miembros de la banda. Los objetos nunca golpean a alguno de ellos, aunque caen cerca, las moticaciones e intenciones de la gente, nunca quedan claras.
Dos autos se dejan caer del puente, detrás de la banda, resultando en nubes de humo y llamas. Luego acercan en camión una casa de madera (con solo paredes y techo) que colgada de una grúa se desploma quedando la banda debajo de aquella, que sigue tocando mientras las paredes se desploman hacia afuera. Un error de continuidad ocurre en el final: cuando la casa se desarma, el techo está ausente
Algunos de los extras que actúan en este DVD fueron seleccionados por los fanes en la página web oficial de la banda.[8]
Versión 3
Otro video musical fue producido para la versión acústica. Consiste en clips de Grohl grabando las pistas de voces, guitarras y piano en el estudio. Codirigido por Grohl yBill Yukich.